# حمض الفلوروكبريتيك
حمض الفلوروكبرتيك مركب كيميائي عضوي صيغته الكيميائية: HSO 3 F. وهي واحدة من أقوى الأحماض المتاحة تجاريا.

## الخواص الكيميائية
حمض الفلوروكولفوريك هو سائل عديم اللون يتدفق حر. وهو قابل للذوبان في المذيبات العضوية القطبية (مثل النيتروبنزين، وحامض الخليك، وخلات الإيثيل )، ولكنه ضعيف الذوبان في المذيبات غير القطبية مثل الألكانات. يعكس حموضة قوية، فإنه يذوب تقريبا جميع المركبات العضوية التي هي حتى مستقبلات البروتون ضعيفة. يتحلل HSO 3 F ببطء إلى HF وحمض الكبريتيك. يحتفظ حمض التريفليك ذو الصلة (CF 3 SO 3 H) بالحموضة العالية لـ HSO 3 F ولكنه أكثر استقرارًا من الناحية المائية. يحدث التأين الذاتي لحمض الفلوروسلفونيك أيضًا:Hydrolysis
2 HSO 3 F ⇌ [H 2 SO 3 F] + + [SO 3 F] - K = 4.0 × 10 −8 (عند 298 K)

## إنتاج
يتم تحضير حمض الفلوروسولفوريك بواسطة تفاعل HF وثنائي أكسيد الكبريت:
SO 3 + HF → HSO 3 F
بدلا من ذلك، KHF 2 أو الكاف 2 يمكن علاجها مع زيت في 250 °C. بمجرد تحريره من HF عن طريق الكنس بغاز خامل، يمكن تقطير HSO 3 F في جهاز زجاجي.

## التطبيق
يُعد HSO 3 F مفيدًا في تجديد مخاليط HF و H 2 SO 4 لحفر زجاج الرصاص.
يعطّل HSO 3 F الألكانات وألكلة الهيدروكربونات مع الألكينات، على الرغم من أنه من غير الواضح ما إذا كانت هذه التطبيقات لها أهمية تجارية.

## السلامة
يعتبر حمض الفلوروسولفوريك شديد السمية والتآكل. يتحلل لإطلاق HF. يمكن أن تكون إضافة الماء إلى HSO 3 F عنيفة، على غرار إضافة الماء إلى حامض الكبريتيك ولكن بشكل أعنف.